# Jimmy Montgomery
Pour les articles homonymes, voir Montgomery.
Jimmy Montgomery est un footballeur anglais né le 9 octobre 1943 à Hendon. Il évoluait au poste de gardien de but.

## Biographie
Jimmy Montgomery évolue sous les couleurs de Sunderland de 1960 à 1977,.
Il est le joueur le plus capé de l'histoire du club avec 627 apparitions.
Avec Sunderland, il remporte la Coupe d'Angleterre en 1972-73.
En 1976, Montgomery est joueur de Southampton,.
De 1977 à 1979, il est joueur de Birmingham City,.
Il est transféré en 1979 à Nottingham Forest. Lors de la saison 1979-1980 en Coupe des clubs champions, Forest remporte la compétition. Montgomery ne joue aucun match et reste sur le banc lors de la finale. Il raccroche les crampons ensuite,.
Au total, il dispute 274 matchs en première division anglaise et 4 matchs en Coupe des vainqueurs de coupe.

## Palmarès
Sunderland AFC
- Coupe d'Angleterre (1) :
  - Vainqueur : 1972-73.